# Smrtonoše
U knjigama o Harryju Potteru, smrtonoša je pristaša Lorda Voldemorta. Smrtonoše pripadaju najužem krugu Voldemortove vojske u ratu protiv britanskog Ministarstva magije i njegovi su najvjerniji sljedbenici.
Njihovi zadaci uključuju borbu protiv Ministarstva magije i Reda feniksa i smanjenje otpora onih koji se suprotstavljaju Voldemortu prijetnjama, ucjenama i ozljeđivanjem njihovih obitelji, osobito djece. Nakon što se pridruže Voldemortu, od smrtonoša se zahtijeva da dokazuju svoju vjernost i poslušnost dok ne umru. Neuspjeh se u tome kažnjava, i to obično mučenjem ili smrću.
Svi su smrtonoše označeni tamnim znamenom na njihovoj lijevoj podlaktici. Tamni znamen, Voldemortov znak (lubanja kojoj iz usne šupljine izviruje zmija), korišten je da bi okupio smrtonoše - kad Voldemort dotakne znamen bilo kojeg smrtonoše, znameni ostalih počeli bi peći, i od smrtonoša se očekivalo da se aparatiraju pred njim. Standardna odjeća smrtonoša crni je plašt s kukuljicom s krinkom i maskom, koja prekriva gornju polovicu lica.
U filmskoj verziji Harry Pottera i Plamenog pehara smrtonoše nose crnu odjeću i maske u obliku lubanje te zašiljene šešire, što podsjeća na odjeću koju su nosili članovi Ku Klux Klana.
Nekoliko sinova i kćeri smrtonoša pohađaju Hogwarts - sama škola nikad nije imala neko političko ili ideološko opredjeljenje, iako neki njezini ravnatelji jesu. Prema tvrdnjama J. K. Rowling, iako su Slytherini o kojima najčešće čitamo djeca smrtonoša, oni su samo dio slytherinskog doma, a postoje i učenici koji su povezani sa smrtonošama i u Gryffindorima, Ravenclawima i Hufflepuffima.

## Pad i drugi uspon Lorda Voldemorta
Kad je Lord Voldemort nestao nakon neuspjelog pokušaja da ubije Harryja Pottera, smrtonoše su se masovno razilazili. Ministarstvo je mnogo njih uhvatilo i zatvorilo u Azkaban, ali neki su izbjegli pravdu tvrdeći da su bili začarani čarolijom Imperius ili otkrivajući imena drugih smrtonoša, kao što je to napravio Igor Karkaroff; Harry je prisustvovao Karkaroffovu svjedočenju protiv nekadašnjih smrtonoša u Dumbledoreovu situ sjećanja.
Kad je Voldemort povratio svoju punu snagu na kraju Harryjeve četvrte godine, dozvao je svoje sljedbenike dotičući tamni znamen Petera Pettigrewa. Neki koji su ga izdali bili su previše preplašeni da bi se ponovno vratili, dok su drugi bili mrtvi ili u zatvoru, no ipak su se mnogi vratili u Voldemortovu službu kada on počinje svoj drugi pokušaj da preuzme vlast.
Tadašnji ministar magije Cornelius Fudge i većina Ministarstva odbijali su povjerovati u Voldemortov povratak i činili su sve da bi opovrgli ono što su govorili Harry Potter i Albus Dumbledore, nastojeći ih prikazati ludima, da im ljudi ne bi vjerovali, i u tome su bili uspješni. Istodobno, to je dalo smrtonošama prednost, jer se samo Red feniksa borio protiv njih, i to je morao raditi u velikoj tajnosti kako ih Ministarstvo ne bi otkrilo. Voldemort je za to vrijeme uspio okupiti još sljedbenika, divove i dementore, koje je Fudge odbio maknuti iz Azkabana, i što je kasnije rezultiralo masovnim bijegom smrtonoša koji su se tamo nalazili.
U Voldemortovu pokušaju da sazna cijelo proročanstvo o Harryju Potteru i sebi, svi smrtonoše koji su sudjelovali u borbi u Odjelu tajni (oko 11 njih) bivaju zarobljeni, osim Bellatrix Lestrange, koja je uspjela pobjeći zajedno s Voldemortom. Ministarstvo i ostatak čarobnjačkog svijeta konačno mora prihvatiti istinu o Voldemortovu povratku, a smrtonoše počinju djelovati otvoreno, ubijajući pritom velik broj bezjaka, a i nekoliko važnih čarobnjaka te na posljetku i samog Albusa Dumbledorea.

## Ideologija
Smrtonoše se zalažu za ideju da su čistokrvni čarobnjaci bolji od svih ostalih (što je ustvari ideja koja potječe od Salazara Slytherina). Zato potpuno preziru bezjake i čarobnjake koji su potpuno ili djelomično bezjačkog porijekla (što je ironično jer i sam Voldemort nije čistokrvan, nego ima bezjačkog oca, a i malo je vjerojatno da su svi smrtonoše čistokrvni, jer ne postoji još mnogo čistokrvnih čarobnjačkih obitelji - J. K. Rowling čak je rekla da u rijetkim slučajevima i čarobnjak bezjačkog podrijetla može postati smrtonoša). Oni žele preuzeti vlast nad cijelim čarobnjačkim svijetom te očistiti svijet od bezjaka, i onih koji nisu čistokrvni čarobnjaci (iako ubijaju sve koji se ne slažu s njihovim uvjerenjima ili im se otvoreno suprotstavljaju pa makar potjecali i iz čistokrvne obitelji).

## Organizacije koje se bore protiv Voldemorta i njegovih pristaša

### Aurori
Aurori su elitna skupina čarobnjaka koji rade za Ministarstvo magije, a bore se protiv crnih čarobnjaka (ili vještica). Oni su zaduženi za pronalaženje i hvatanje ili ubijanje (ako je nužno) zlih čarobnjaka i ostalih mračnih stvorenja, što svakako uključuje smrtonoše i samog Voldemorta.
Kako bi neki čarobnjak postao auror, mora imati najmanje 5 ČAS-ova, kojima ocjena ne smije biti niža od "iznad očekivanja", proći niz testova karaktera i sposobnosti u aurorskom sjedištu te obuku u trajanju od tri godine.

### Red feniksa
Red feniksa organizacija je koju je osnovao Albus Dumbledore (a on joj je ujedno bio i vođa), a nastoji spriječiti Voldemorta da ostvari svoje planove i pridobije nove sljedbenike. Kako bi im to uspjelo, nastoje ubaciti špijune u Voldemortove redove i dobiti pomoć i iz inozemstva. Sjedište Reda feniksa nalazi se na Grimmauldovu trgu broj 12 u Londonu, u kući obitelji Black koja trenutačno pripada Harryju Potteru.

### Dumbledoreova Armija
Dumbledoreova Armija organizacija je koju je, na poticaj Hermione Granger, osnovao Harry Potter na svojoj petoj godini, i ujedno joj je i vođa. Ova je organizacija osnovana za učenike koji žele učiti Obranu od mračnih sila, jer im to nije bilo dopušteno na satu, te se istovremeno pripremiti za borbu protiv Voldemorta i njegovih smrtonoša. Organizacija je bila tajna, zbog mogućnosti da je Umbridgeica otkrije, a njezini članovi sastajali su se u Sobi potrebe koja se nalazi na sedmom katu, preko puta tapiserije na kojoj trolovi mlate Barnabu Blesavog, u Hogwartsu. Neki od članova Dumbledoreove armije sudjelovali su u borbi u Odjelu tajni te godinu kasnije, u borbi protiv smrtonoša koji su upali u Hogwarts da bi ubili Albusa Dumbledorea. 

## Popis smrtonoša

### Poznati smrtonoše
Smrtonoše kod kojih nisu izričito spomenuti zločini, u većini slučajeva, sudjelovali su u bitci u Odjelu tajni ili su poznati kao smrtonoše iz nekih drugih razloga. Među poznatim smrtonošama su:
- Alekta i Amicus Carrow 
  - Poznati zločini: sudjelovali u napadu na Hogwarts, mučili učenike kletvom Cruciatus, pokušali ubiti Harryja Pottera
  - Trenutačni status: poraženi, vjerojatno u zatvoru
- Avery
  - Trenutačni status: u zatvoru
- Vincent Crabbe St.
  - Poznati zločini: nedefinirane aktivnosti smrtonoša
  - Trenutačni status: u zatvoru
  - Otac Vincenta Crabbea. Spomenuo ga je Lord Voldemort u prisutnosti smrtonoša tijekom njegova ponovnog rođenja. Harry Potter imenovao ga je kao smrtonošu tijekom intervjua za Odgonetač.

- Gregory Goyle St.
  - Poznati zločini: nedefinirane aktivnosti smrtonoša
  - Trenutačni status: na slobodi
  - Otac Gregoryja Goylea. Spomenuo ga je Lord Voldemort u prisutnosti smrtonoša tijekom njegova ponovnog rođenja. Harry Potter imenovao ga je kao smrtonošu tijekom intervjua za Odgonetač.

- Antonin Dolohov
  - Poznati zločini: Pomogao pri ubojstvu Fabiana i Gideona Prewetta, ozbiljno ozlijedio Hermionu Granger u bitci u Odjelu tajni. Igor Karkaroff rekao je na suđenju da ga je vidio da "muči bezbrojne bezjake i... i one koji nisu pristali uz Gospodara tame".
  - Trenutačni status: u zatvoru

- Fenrir Greyback
  - Poznati zločini: vukodlak, ugrizao Remusa Lupina, između ostalih, uključujući djecu; serijski ubojica i kanibal. Također unakazio Billa Weasleyja s ranama koje se ne mogu izliječiti.
  - Trenutačni status: Nepoznat (imobiliziran u Hogwartsu, možda u zatvoru)

- Jugson 
  - Poznati zločini: : nedefinirane aktivnosti smrtonoša
  - Trenutačni status: u zatvoru

- Rabastan Lestrange
  - Poznati zločini: Sudjelovao u mučenju i trajnom onesposobljavanju Franka i Alice Longbottom s kletvom Cruciatus
  - Trenutačni status: Pobjegao iz Azkabana, ali ponovno u zatvoru

- Rodolphus Lestrange
  - Poznati zločini: Sudjelovao u mučenju i trajnom onesposobljavanju Franka i Alice Longbottom s kletvom Cruciatus
  - Trenutačni status: Pobjegao iz Azkabana, ali ponovno u zatvoru

- Walden Macnair
  - Poznati zločini: Nepoznat; radio kao krvnik za opasne životinje u Ministarstvu magije, Voldemort mu je obećao "bolje žrtve".
  - Trenutačni status: u zatvoru

- Draco Malfoy
  - Poznati zločini: Vodio napad smrtonoša na Hogwarts s namjerom da ubije Albusa Dumbledorea; začarao Madame Rosmertu Imperiusom, koristio je kako bi ubio Dumbledore ukletom ogrlicom te otrovanom medovinom, umjesto toga, time je gotovo ubio Katie Bell i Rona Weasleyja; pokušao koristiti kletvu Cruciatus na Harryju Potteru. (Nije sigurno je li Draco dobrovoljni smrtonoša jer mu je Voldemort prijetio da će mu ubiti obitelj; Voldemort mu je također dao zadatak da ubije Dumbledorea kako bi pritom poginuo jer se želio osvetiti njegovu ocu, Luciusu Malfoyu.)
  - Trenutačni status: na slobodi

- Lucius Malfoy
  - Poznati zločini: Dao Voldemortov školski dnevnik Ginny Weasley i vodio operaciju u Odjelu tajni; ucjenjivao članove školskog nadzornog odbora. Bezbrojni slučajevi podmićivanja. Začarao Brodericka Bodea i možda Sturgisa Podmorea kako bi nabavio proročanstvo za Voldemorta. U sedmoj knjizi prešao na Harryjevu stranu.
  - Trenutačni status: na slobodi

- Narcissa "Cissy" Black-Malfoy
  - Poznati zločini: Nikakvi zapravo. Nije poznato je li ona pravi smrtonoša jer nije išla s Luciusom na sastanak smrtonoša na kraju četvrte knjige, ali je bez sumnje pristaša Voldemortove ideologije.
  - Trenutačni status: na slobodi

- Mulciber
  - Poznati zločini: Nijedan određen, ali je Igor Karkaroff rekao da  "njegova je specijalnost bio Imperius, kojim je bezbrojne ljude prisilio da čine strašne stvari"
  - Trenutačni status: u zatvoru

- Nott
  - Poznati zločini: nedefinirane aktivnosti smrtonoša.
  - Trenutačni status: u zatvoru

- Peter Pettigrew
  - Poznati zločini: Namjestio Siriusu Blacku izdaju Lily i Jamesa Pottera i ubojstvo 12 nevinih bezjaka i sebe; zapravo je on to učinio jer je on bio čuvar tajne za Lily i Jamesa; ubio Cedrica Diggoryja, odveo Berthu Jorkins u njezinu smrt u rukama Lorda Voldemorta; pomogao Voldemortu da vrati svoje tijelo.
  - Trenutačni status: mrtav

- Augustus Rookwood
  - Poznati zločini: Iskoristio svoj posao u Ministarstvu magije da bi špijunirao za Voldemorta.
  - Trenutačni status: u zatvoru
- Severus Snape
  - Poznati zločini: Otkrio Voldemortu proročanstvo o dječaku koji će ga poraziti. Bio dvostruki agent mnogo godina. Ubio Albusa Dumbledorea koristeći kletvu Avada Kedavra. Pobjegao s nekoliko smrtonoša nakon Dumbledoreove smrti. U sedmoj knjizi otkriva se da je Snape zbog ljubavi prema Lily bio Dumbledoreov špijun još od 1981.
  - Trenutačni status: Ubila ga je Nagini po Voldemortovoj naredbi; Voldemort je vjerovao da je Snape gospodar Bazgova štapića
- Travers
  - Poznati zločini: Sudjelovao je u ubojstvu McKinnonovih
  - Trenutačni status: Nepoznat
- Corban Yaxley
  - Poznati zločini: Sudjelovao u bitci na Astronomskoj kuli, stavio kletvu Imperius na ministra Piusa Thicknessea, sudjelovao u progonu čarobnjaka bezjačkog podrijetla.
  - Trenutačni status: Poražen u bitci za Hogwarts, vjerojatno u zatvoru

### Mrtvi smrtonoše
- Regulus Black (R.A.B.) 
  - Zločini: nedefinirane aktivnosti smrtonoša
  - Uzrok smrti: umro je u špilji zamjenjujući medaljone (onoj špilji koju su posjetili Dumbledore i Harry u potrazi za horkruksom). Prema Kreacherovoj pripovijesti, Regulus je popio napitak a Kreacher je zamijenio medaljone. Nakon toga, Regulus je zapovjedio Kreacheru da ode i spasi se i da nikome ne kaže za to što se dogodilo u spilji. Regulusa odvuku inferiusi u vodu.

- Bellatrix "Bella" Black-Lestrange
  - Poznati zločini: Sudjelovala u mučenju i trajnom onesposobljavanju Franka i Alice Longbottom s kletvom Cruciatus. Uzrokovala smrt Siriusa Blacka u Odjelu tajni.
  - Uzrok smrti: Molly Weasley je ubila u Bitci za Hogwarts

- Barty Crouch ml.
  - Zločini: Sudjelovao u mučenju i trajnom onesposobljavanju Franka i Alice Longbottom s kletvom Cruciatus; uručio Harryja Pottera Lordu Voldemortu; upotrijebio Imperius Divljookom Moodyju i Viktoru Krumu; ubio Bartyja Croucha St.; upotrijebio (kroz Kruma koji je bio pod Imperiusom) kletvu Cruciatus na Cedricu Diggoryju.
  - Uzrok onesposobljenosti: Njega je "poljubio" (isisao njegovu dušu) dementor koji je pratio Corneliusa Fudgea kao zaštita na istragu o Crouchu
  - Trenutačni status: Uništena duša, ali tehnički živ – sudbina "gora od smrti"

- Gibbon
  - Zločini: sudjelovao u napadu na Hogwarts.
  - Uzrok smrti: Pogođen slučajno Avadom Kedavrom koju je ispalio neki smrtonoša

- Igor Karkaroff
  - Zločini: nedefinirane aktivnosti smrtonoša (Alastor Moody tvrdio je da je pomagao u mučenju bezjaka)
  - Uzrok smrti: Prestao služiti Voldemortu kad je bio poražen i izdao mnogo smrtonoša (npr. Augustus Rookwood). Ubili su ga smrtonoše vjerni Voldemortu.

- Quirinus Quirrell
  - Zločini: Služio kao domaćin Voldemortu dok je bio bez tijela, pokušao ukrasti kamen mudraca i ubiti Harryja Pottera.
  - Uzrok smrti: Umro nakon što je bio izložen boli zbog dodira Harryja Pottera.
- Evan Rosier
  - Zločini: nedefinirane aktivnosti smrtonoša.
  - Uzrok smrti: Nije se htio predati aurorima nakon Voldemortova pada, nego je ubijen u borbi (u toj borbi je sudjelovao i Divljooki Moody koji je tada izgubio dio svog nosa)

- Wilkes 
  - Zločini: nedefinirane aktivnosti smrtonoša
  - Uzrok smrti: Ubili su ga aurori

### Krivo optuženi
U sljedećem popisu nabrojani su ljudi koji su pogrešno optuženi da su smrtonoše, ili su im pomagali, ali nesvjesno i nenamjerno.
- Ludo Bagman
  - Navodni zločini: Davao informacije smrtonošama
  - Stvaran tijek događaja: Davao informacije Augustusu Rookwoodu ne znajući da je on smrtonoša
  - Trenutačni status: Oslobođen optužbi, pobjegao jer nije mogao platiti svoj dug goblinima

- Sirius Black
  - Navodni zločini: Izdaja Lily i Jamesa Pottera i ubojstvo 12 nevinih bezjaka i jednog čarobnjaka, Petera Pettigrewa
  - Stvaran tijek događaja: Te je zločine zapravo počinio Pettigrew i namjestio ih Siriusu, te pritom lažirao vlastitu smrt
  - Trenutačni status: Nikad nije službeno oslobođen optužbi (iako u Harry Potteru i Princu miješane krvi, Cornelius Fudge spominje bezjačkom britanskom premijeru da je nevin). Umro je nakon pada kroz luk s velom u Odjelu tajni.

- Broderick Bode
  - Navodni zločini: Pokušao ukrasti proročanstvo iz Dvorane proročanstava u Ministarstvu magije
  - Stvaran tijek događaja: Lucius Malfoy začarao ga je Imperiusom
  - Trenutačni status: Ubijen đavoljom zamkom koju je poslala nepoznata osoba dok je bio u Svetom Mungu

- Rubeus Hagrid
  - Navodni zločini: Otvorio Odaju tajni u vrijeme Toma Riddlea, te u vrijeme Harryja Pottera
  - Stvaran tijek događaja: To mu je namjestio Tom Riddle, a kasnije njegov dnevnik
  - Trenutačni status: Pušten iz Azkabana, trenutačno radi kao učitelj Skrbi za magična stvorenja u Hogwartsu

- Viktor Krum
  - Navodni zločini: Upotrijebio kletvu Cruciatus na Cedricu Diggoryju tijekom trećeg zadatka Tromagijskog turnira
  - Stvaran tijek događaja: Barty Crouch ml. stavio ga je pod Imperiusa
  - Trenutačni status: Nevin, nikad nije ni bio optužen

- Sturgis Podmore
  - Navodni zločini: Pokušao ukrasti proročanstvo iz Dvorane proročanstava u Ministarstvu magije
  - Stvaran tijek događaja: Bio je pod Imperiusom, vjerojatno ga je začarao Lucius Malfoy
  - Trenutačni status: vjerojatno oslobođen iz Azkabana

- Madame Rosmerta
  - Navodni zločini: Predala ukletu ogrlicu Katie Bell i poslala otrovanu medovinu s namjerom da ubije Dumbledorea, umjesto toga gotovo ubila Katie Bell i Rona Weasleyja
  - Stvaran tijek događaja: Draco Malfoy držao ju je pod Imperiusom
  - Trenutačni status: vjerojatno nikad nije ni optužena

- Stan Shunpike
  - Navodni zločini: Poznavanje planova smrtonoša
  - Stvaran tijek događaja: Većina ljudi koja je ikad razgovarala s njim slaže se da su šanse da je on smrtonoša vrlo slabe (vjerojatno se samo pretvarao kako bi se mogao hvaliti uokolo)
  - Trenutačni status: u zatvoru. Iako se čini da je Ministarstvo svjesno da je Stan Shunpike nevin, nisu ga oslobodili jer žele postići dojam da nešto poduzimaju protiv Voldemorta

- Ginny Weasley
  - Navodni zločini: Otvorila Odaju tajni i skamenila nekoliko učenika bezjačkog porijekla i jednu mačku, zadavila Hagridove pijetlove i napisala par prijetećih poruka na zidu crvenom bojom.
  - Stvaran tijek događaja: Opsjeo ju je Lord Voldemort preko svojeg dnevnika horkruksa.
  - Trenutačni status: oslobođena optužbi, nije nikad ni bila okrivljena

- Winky
  - Navodni zločini: Prizivanje tamnog znamena
  - Stvaran tijek događaja: Barty Crouch ml. prizvao znamen ispod plašta nevidljivosti, koristeći Harryjev čarobni štapić
  - Trenutačni status: oslobođena optužbi, ali otpustio ju je Barty Crouch st. jer je dopustila njegovu sinu da pobjegne. Sada radi u Hogwartsu.